# Notoniscus fernandezi
Notoniscus fernandezi là một loài chân đều trong họ Styloniscidae. Loài này được Strouhal miêu tả khoa học năm 1961.